# United States Metric Board

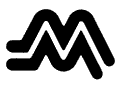
Símbolo da United States Metric Board

A United States Metric Board foi uma agência do Governo dos Estados Unidos criada para incentivar a sistema métrico. Ela existiu de 1975-1982, terminou quando o presidente Ronald Reagan aboliu, amplamente  sobre a recomendação de Frank Mankiewicz e Lyn Nofziger. Em geral, fez pouco impacto sobre a implementação do sistema métrico nos Estados Unidos.